# يوسف يتيم
يوسف عبد الله يتيم (ولد في 1950 - توفي في 9 أغسطس 2015) ناشط حقوقي ومحامي وكاتب ومترجم يساري بحريني.

## النشأة والتعليم
درس يتيم القانون في جامعة موسكو بالاتحاد السوفياتي سابقا.

## المسيرة المهنية والحقوقية
بعد تخرجه مارس المحاماة عبر أشهر مكاتب المحاماة في البحرين. عمل في مكتب محاماة فرنسي في دبي بدولة الإمارات العربية المتحدة ومستشار في شركة آسيا لمبيعات النفط ومقرها دبي واشتهر بإجادة كتابة المرافعات باللغة الإنجليزية.
يعتبر أحد الكوادر الفكرية المتقدمة في جبهة التحرير الوطني - البحرين اليسارية وتعرض للملاحقات والسجن بسبب أفكاره ونضالاته. يتيم أحد مؤسسي اللجنة التأسيسية لاتحاد عمال البحرين والمهن الحرة في عام 1971 بتحالف بين جبهة التحرير الوطني - البحرين والجبهة الشعبية لتحرير البحرين والعناصر الوطنية المستقلة.
يتيم أيضا كاتب وناقد أدبي وله عدة كتابات وترجمات فكرية. له الكثير من الإنتاج الأدبي في الصحافة البحرينية إبان سبعينيات القرن العشرين. قام بترجمة لبعض من الأدب العالمي إلى اللغة العربية. ساهم في كتابة عدد من الوثائق ذات الطابع الفكري التقدمي وفي معالجات ذات طابع اجتماعي سياسي. كتب الكثير من المقالات في الصحافة البحرينية والعربية. هو عضو في أسرة كتاب وأدباء البحرين.

## الحياة الشخصية
تزوج في البحرين من مواطنة سوفياتية وأنجب منها طفلة اسمها لينا.

## الوفاة
توفي يوم الأحد 9 أغسطس 2015 عن عمر ناهز 65 عام. ونعت جمعية المنبر الديمقراطي التقدمي يتيم في بيان أصدرته ذكرت فيه أن «الراحل برز في النضال الطبقي فكان أحد المناضلين المؤسسين للجنة المؤقتة لعمال البحرين في بداية سبعينيات القرن الماضي». في 13 أكتوبر قامت جمعية العمل الوطني الديمقراطي بإقامة حفل تأبين ليتيم.